# Žofínský prales - Pivonické skály
Žofínský prales - Pivonické skály este o arie protejată (arie specială de conservare — SAC, sit de importanță comunitară — SCI) din Republica Cehă întinsă pe o suprafață de 452,58 ha, integral pe uscat.

## Localizare
Centrul sitului Žofínský prales - Pivonické skály este situat la coordonatele 48°39′43″N 14°41′43″E / 48.661944°N 14.695278°E.

## Înființare
Situl Žofínský prales - Pivonické skály a fost declarat sit de importanță comunitară în aprilie 2005 pentru a proteja 1 specie de plante. Situl a fost protejat și ca arie specială de conservare în martie 2021.

## Biodiversitate
Situată în ecoregiunea continentală, aria protejată conține 3 habitate naturale: Păduri acidofile de Picea de la nivel montan la nivel alpin (Vaccinio-Piceetea), Păduri de fag Asperulo-Fagetum, Păduri de fag Luzulo-Fagetum.
La baza desemnării sitului se află o specie protejată de  plante: mușchi (Dicranum viride).